# Pargues
Pargues ist eine französische Gemeinde mit 142 Einwohnern (Stand: 1. Januar 2022) im  Département Aube in der Region Grand Est (vor 2016 Champagne-Ardenne). Sie gehört zum Arrondissement Troyes und zum Kanton Les Riceys.

## Geographie
Pargues liegt etwa 30 Kilometer südsüdöstlich von Troyes am Flüsschen Marve. Umgeben wird Pargues von den Nachbargemeinden Praslin im Norden, Arrelles im Nordosten und Osten, Avirey-Lingey im Osten, Bagneux-la-Fosse im Osten und Südosten, Balnot-la-Grange im Süden, Maisons-lès-Chaource im Westen sowie Chaource im Westen und Nordwesten.

## Bevölkerungsentwicklung
| Jahr                       | 1962 | 1968 | 1975 | 1982 | 1990 | 1999 | 2006 | 2011 | 2019 |
| Einwohner                  | 217  | 180  | 170  | 147  | 138  | 130  | 120  | 121  | 137  |
| Quellen: Cassini und INSEE |      |      |      |      |      |      |      |      |      |

## Sehenswürdigkeiten
- Kirche La Nativité-de-la-Vierge, Monument historique seit 1988

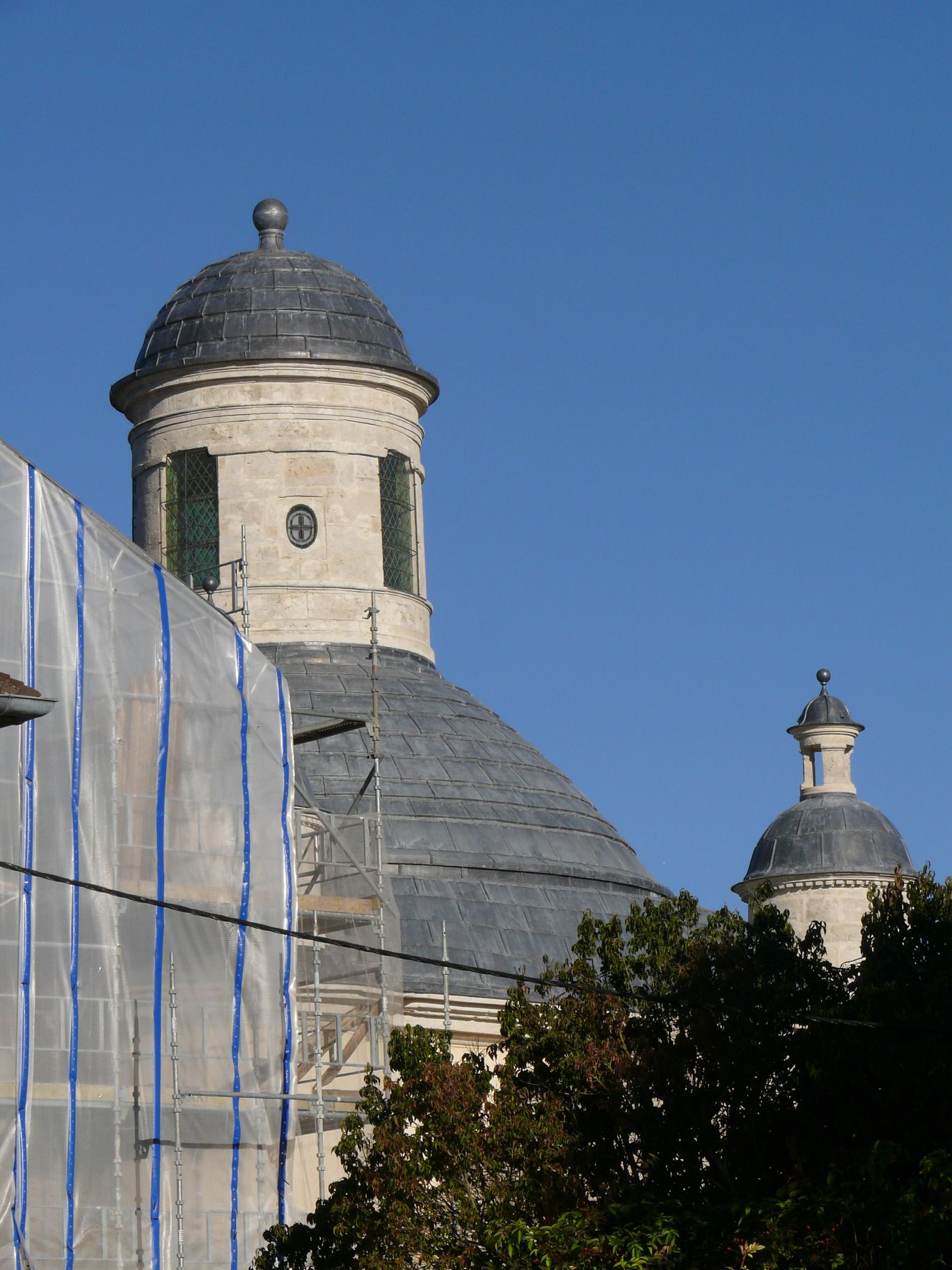
Kirche La Nativité-de-la-Vierge